# Satu Mare (Suceava)
Satu Mare es una comuna ubicada en el distrito de Suceava, Rumania.

## Superficie
Posee una superficie de 25,16 kilómetros cuadrados.

## Demografía
Hasta 2021 la población era de 3232 habitantes, con una densidad de población de 128,5 habitantes por kilómetro cuadrado.